# Parkpalette

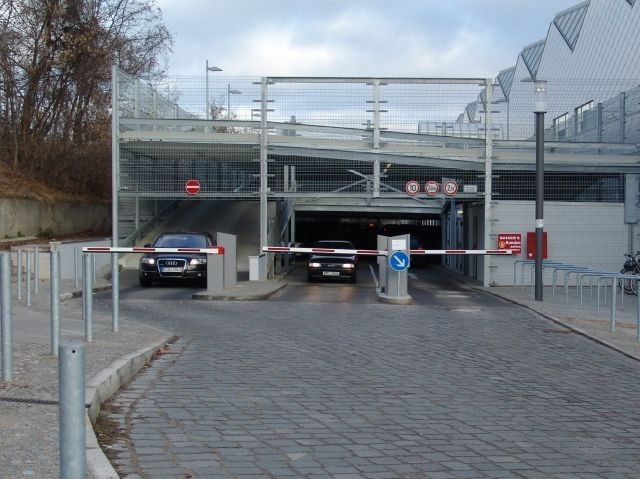
Parkpalette am Bhf Berlin-Lichterfelde Ost

Eine Parkpalette ist eine Parkplatzanlage für PKW. Sie entspricht in der Funktion einem Parkhaus, die Bauweise ist aber sehr viel einfacher.

Abfahrt einer Parkpalette

## Verwendung
Parkpaletten werden als Abstellanlagen bei kleinen und mittelgroßen Einkaufsanlagen gebaut, wenn ein Parkhaus zu groß wäre. Auch bei der Konzeption des Parkraums für Wohn- und Geschäftshäuser, Bürogebäude, Bahnhöfe, Hotels und auch Mehrfamilienhäuser werden diese Abstellanlagen mit geringer Parkraumhöhe verwendet.

Parketage einer Parkpalette

## Anwendung
Parkpaletten sind zwei- oder dreietagige Parkplätze, bei denen die Etagen in geringer Höhe (im Normalfall 2,00 Meter) übereinander ‚gestapelt‘ sind. Die Verbindungsfahrbahnen haben nochmals eine geringere Durchfahrtshöhe.
Das Ständerwerk der Parkpalette besteht aus Doppel-T-Trägern und einer relativ einfachen Betonplatte, so dass insgesamt eine geringe Bauhöhe pro Stockwerk erreicht wird.
Innerhalb der Parkpalette werden die Fahrzeuge von den Fahrern normal bewegt und abgestellt.
Der größte Unterschied zwischen Parkpaletten und Parketagen bei Einkaufszentren ist, dass eine Parkpalette oberirdisch freistehend, Parketagen unterirdisch oder eingehaust sind.